# Paternalisme
Paternalisme er en persons magt over en anden person, der ikke kan forvalte sig selv. Udtrykket bruges også om en etisk retfærdiggørelse af en sådan praksis.